# Nilton Bicudo
Nilton Bicudo (São Paulo, 20 de agosto de 1966) é um ator e diretor brasileiro.

## Biografia
É formado em Direito na PUC-SP e em interpretação teatral pelo Teatro Escola Célia Helena.
Já realizou trabalhos para teatro, cinema e televisão.
No teatro, dentre outras peças, participou de O Santo Milagroso, Tudo de Novo no Front, Timão de Atenas, A Gaivota, Édipo, Rumo a Cardff, A Estranha, O Método, Faz de Conta que tem Sol Lá Fora, Lisístrata, O Natimorto e Uma mulher de vestido preto.
No cinema, fez os filmes Caixa 2, Veneno da Madrugada, Boleiros, Por Trás do Pano, Meninos de Deus, Sábado e Primo Basílio.
Na TV, participou das novelas Sangue do Meu Sangue , Desejos de Mulher e Andando nas Nuvens e do humorístico A Diarista. Atuou, ainda, na série Carandiru, Outras Histórias.
Em 2007 esteve no teatro com a peça O Natimorto.
No ano seguinte integrou o elenco da novela Água na Boca, da Band.
Em 2009 Bicudo se apresentou no teatro, ao lado de Cristina Mutarelli, na peça Uma Mulher de Vestido Preto, primeira montagem profissional de um texto do jornalista Jorge Felix. No mesmo ano, o ator esteve no elenco da peça Mãe é Karma!, primeiro texto de Elias Andreato para o teatro. Também apresentou-se no espetáculo humorístico Terça Insana.
Em 2009 gravou Corpo Estranho, uma minissérie exibida pelo site Teatro para Alguém, idealizado pela dramaturga Renata Jesion, cujo objetivo é levar peças de conteúdo a pessoas com pouco ou nenhum acesso à cultura. Ainda no mesmo ano Bicudo foi contratado pelo SBT para participar do remake da novela Uma Rosa com Amor. Em 2015 ainda no SBT interpreta o divertido e atrapalhado Damião, o motorista de Isabela (Larissa Manoela), na novela Cúmplices de um Resgate.

## Filmografia

### Televisão
| Ano       | Título                      | Personagem                 | Nota                             |
| --------- | --------------------------- | -------------------------- | -------------------------------- |
| 1995      | Sangue do Meu Sangue        | Fominha                    |                                  |
| 1999      | Andando nas Nuvens          | Rolando Bicalho            |                                  |
| 2000      | Sandy & Júnior              | Paulo Ratto                | Episódio: O Parque da Juracy     |
| 2001      | O Direito de Nascer         | Astolfo                    |                                  |
| 2002      | Desejos de Mulher           | Emanoel                    |                                  |
| 2004      | A Diarista                  | Francisco                  | 2 episódios                      |
| 2004      | Malhação                    | James                      |                                  |
| 2005      | Carandiru, Outras Histórias | Juiz                       |                                  |
| 2005      | A Diarista                  | Arnoldo/Talita Lambreta    | 2 episódios                      |
| 2008      | Água na Boca                | Henri Martel               |                                  |
| 2009      | Três Irmãs                  | Dr. César                  |                                  |
| 2010      | Uma Rosa com Amor           | Afrânio                    |                                  |
| 2011      | Macho Man                   |                            |                                  |
| 2012      | Dercy de Verdade            | Assistente de palco        |                                  |
| 2015-2016 | Cúmplices de um Resgate     | Damião                     | Participação Especial Recorrente |
| 2018      | Rua Augusta                 | Taxista                    | 1 episódio                       |
| 2019      | Coisa Mais Linda            | Adalberto Requião          | 3 episódios                      |
| 2019      | As Aventuras de Poliana     | Carlos Eduardo             | Episódio " 27 de Março"          |
| 2021      | 5x Comédia                  | Cliente careca             | Episódio: "Sexo Online"          |
| 2022      | Todas as Flores             | Raulzito Martinez          | Episódios: 1–14                  |
| 2024      | Mania de Você               | Franco                     | Episódios: "9–30 de setembro"    |
| 2024      | A Caverna Encantada         | Chicleto de Souza Grudento | Episódio: "8 de outubro"         |

### Cinema
| Ano  | Título                                    | Personagem                         |  |
| ---- | ----------------------------------------- | ---------------------------------- |  |
| 1998 | Boleiros - Era uma Vez o Futebol...       | Garçom                             |  |
| 1999 | Por Trás do Pano                          | Nuco                               |  |
| 2005 | O Veneno da Madrugada                     | Juiz Arcádio                       |  |
| 2007 | Caixa Dois                                | Zenon                              |  |
| 2007 | Primo Basílio                             | Reinaldo                           |  |
| 2008 | Aviadores                                 | Nilton                             |  |
| 2009 | Rua dos Bobos                             | corretor de imóveis                |  |
| 2010 | Rua dos Bobos                             | Curinga                            |  |
| 2011 | Bruna Surfistinha                         | Carteiro do Vintão                 |  |
| 2011 | TokyoShow                                 | Jude Ferguson                      |  |
| 2012 | Thomás Tristonho                          | Ansio Tristonho                    |  |
| 2012 | Aluga-se                                  |                                    |  |
| 2013 | Dores de Amores                           |                                    |  |
| 2014 | O Candidato Honesto                       | Tio Tonho                          |  |
| 2015 | Quando Parei de Me Preocupar com Canalhas | Colega de trabalho                 |  |
| 2017 | Filme B - A Van Assassina                 | Laurinho                           |  |
| 2018 | Os Farofeiros                             | Rodrigo "Diguinho" dos Santos Pena |  |
| 2024 | Os Farofeiros 2                           | Rodrigo "Diguinho" dos Santos Pena |  |
| 2024 | Silvio                                    | Silvio Santos (jovem)              |  |

### Teatro
| Ano  | Título                      | Personagem                  |
| ---- | --------------------------- | --------------------------- |
| 2009 | Uma Mulher de Vestido Preto | Elvira e outros personagens |
| 2013 | Myrna Sou Eu                | Myrna                       |